# Beattie (Kansas)
Beattie es una ciudad ubicada en el condado de Marshall en el estado estadounidense de Kansas. En el año 2010 tenía una población de 200 habitantes y una densidad poblacional de 333,33 personas por km².

## Geografía
Beattie se encuentra ubicada en las coordenadas 38°26′46″N 99°41′33″O / 38.44611, -99.69250 (38.445977, -99.692549).

## Demografía
Según la Oficina del Censo en 2000 los ingresos medios por hogar en la localidad eran de $29,583 y los ingresos medios por familia eran $36,875. Los hombres tenían unos ingresos medios de $30,066 frente a los $14,722 para las mujeres. La renta per cápita para la localidad era de $12,204. Alrededor del 17.0% de la población estaban por debajo del umbral de pobreza.